# Personnages de That '70s Show et That '90s Show
Cet article présente les personnages de la série télévisée That '70s Show et son spin-off That '90s Show.

## Personnages principaux

### That '70s Show

#### Eric Forman
Interprété par Topher Grace

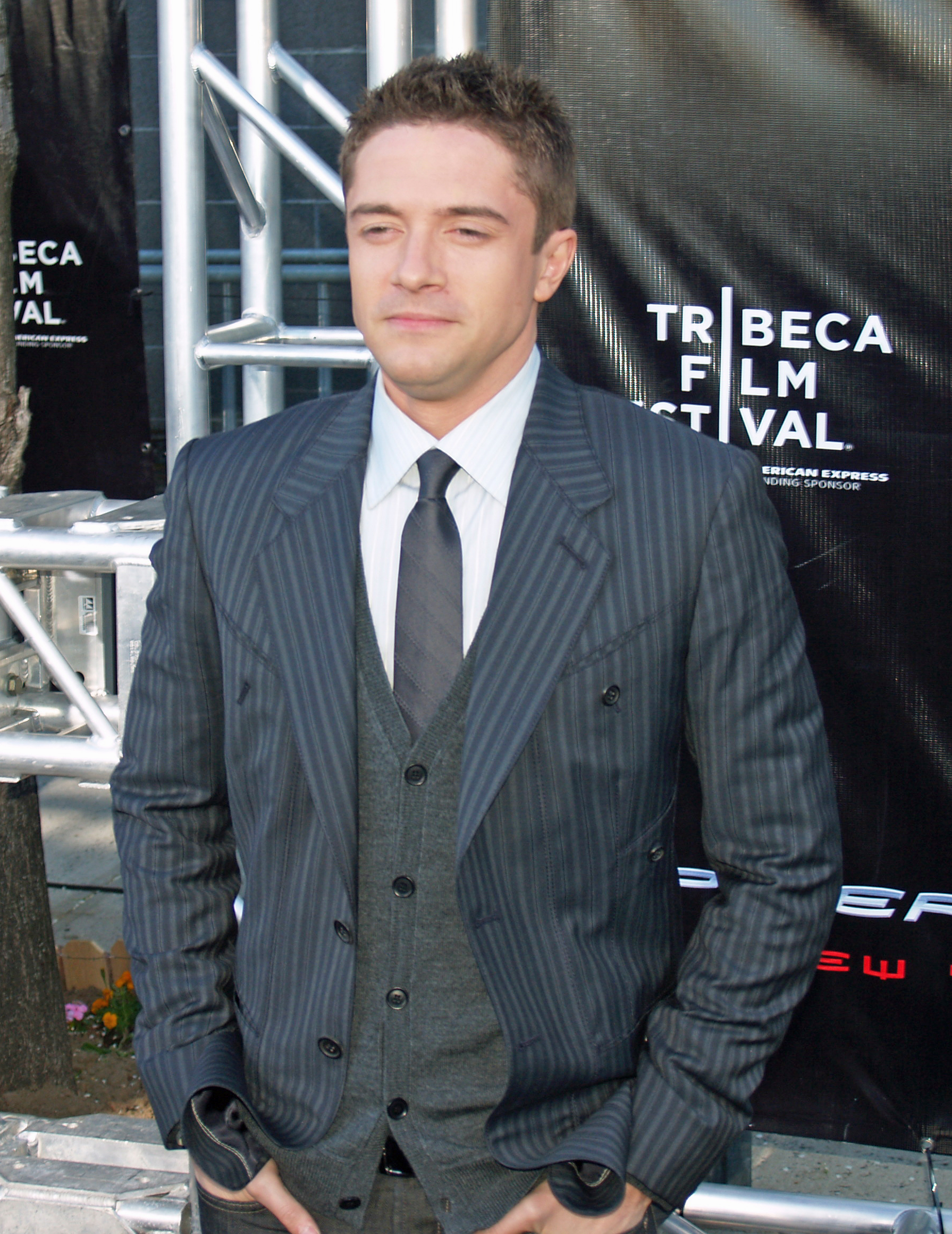
Topher Grace, l'interprète d'Eric Forman

Eric Albert Forman est le personnage principal de la série, jusqu'à son départ dans l'avant dernière saison. Il est le fils de Red et Kitty Forman. Sa grande sœur est Laurie Forman. Eric passe son temps avec ses amis Donna Pinciotti, Steven Hyde (qui deviendra même son frère adoptif), Fez, Michael Kelso et Jackie Burkhart. Il est très amoureux de Donna, avec qui il ne cessera de rompre et de se réconcilier. À la fin de la 7e saison, il trouve enfin sa voie dans une carrière de professeur, mais le seul poste qu'on lui propose est en Afrique où il décide de partir laissant Donna à Point Place. Après un début de relation longue distance entre les deux protagoniste, Eric finit par rompre avec Donna quand les autres de la bande lui avoue qu'ils pensent que Donna veut sortir avec Randy Pearson, nouvel arrivant dans la saison 8. Ils ont une rapide histoire avant que Donna ne se remette avec Eric dans l'épisode final de la série.
Dans That '90s Show, lui et Donna ont eu une fille nommée Leia Forman et il est devenu enseignant à l'université.

##### Inspirations
Ce personnage est inspiré de l'adolescence de Mark Brazill, l'un des créateurs de la série.

#### Donna Pinciotti
Interprétée par Laura Prepon
Fille de Bob et Midge Pinciotti, elle est la voisine d'Eric. Elle s'entend parfaitement bien avec sa mère mais le comportement déraisonné de son père l'agace parfois parce qu'il a une fâcheuse tendance à se ridiculiser en public. Donna a deux sœurs : Valerie qui travaille dans une université (et est mentionnée une fois) et Tina, plus jeune, aperçue dans un épisode de la série.
Relation avec Eric
Donna est la voisine d'Eric Forman et ses parents, et le connaît depuis sa plus tendre enfance. Ils forment un couple durant les trois premières saisons avant de connaître leur première rupture. Dans la quatrième saison, de nouveau amis, ils commencent à fréquenter d'autres personnes. Si Eric échoue dans ses tentatives de séducteur, Donna sort pendant un temps avec le frère aîné de Kelso, Casey. Au début de la saison 5, ils se remettent ensemble mais connaîtront des problèmes de couple lorsqu'un certain Mitch Miller tentera également de séduire Donna. Eric et elle se fiancent et s'apprêtent à se marier, mais renoncent estimant qu'ils ne se sentent pas de taille à affronter un tel obstacle. Ils restent donc fiancés puis à la suite du départ d'Eric en Afrique, rompent de nouveau. Donna sort ensuite avec Randy Pearson, qu'elle rencontre au magasin de disques de Steven Hyde puis le plaque et retourne définitivement dans les bras d'Eric, rentré de son long voyage.
Donna et le travail
Donna trouve un travail de disc jockey dans une station de radio à partir de la troisième saison.
Dans That '90s Show, elle et Eric ont une fille nommée Leia.

#### Steven Hyde
Interprété par Danny Masterson
De son nom complet Steven Jay Hyde III, Hyde passe son temps à squatter dans le sous-sol des Forman, avec ses amis Donna, Eric (qui deviendra même son frère adoptif), Fez, Kelso et Jackie. C'est un rebelle fan de rock. Il porte souvent ses lunettes de soleil et des t-shirts à l'effigie de ses musiciens préférés. Il a été abandonné par son père Bud Hyde et sa mère Edna passe son temps à lui crier dessus. Leo, son patron au magasin de photo, est une figure paternelle de remplacement. Steven apprendra ensuite que son père est en réalité William Barnett, un noir-américain propriétaire d'une chaîne de magasins de disques. Hyde deviendra par la suite gérant de celui de Point Place. Steven a été amoureux de Donna au début de la série mais a préféré laisser le champ libre à Eric. Il sort ensuite avec Jackie. Il se marie ensuite avec Samantha, une stripteaseuse rencontrée durant une nuit d'ivresse à Las Vegas. Il divorcera après avoir appris qu'elle était déjà mariée.
Il est le seul de la bande a ne pas apparaître dans That '90s Show.

#### Michael Kelso
Interprété par Ashton Kutcher

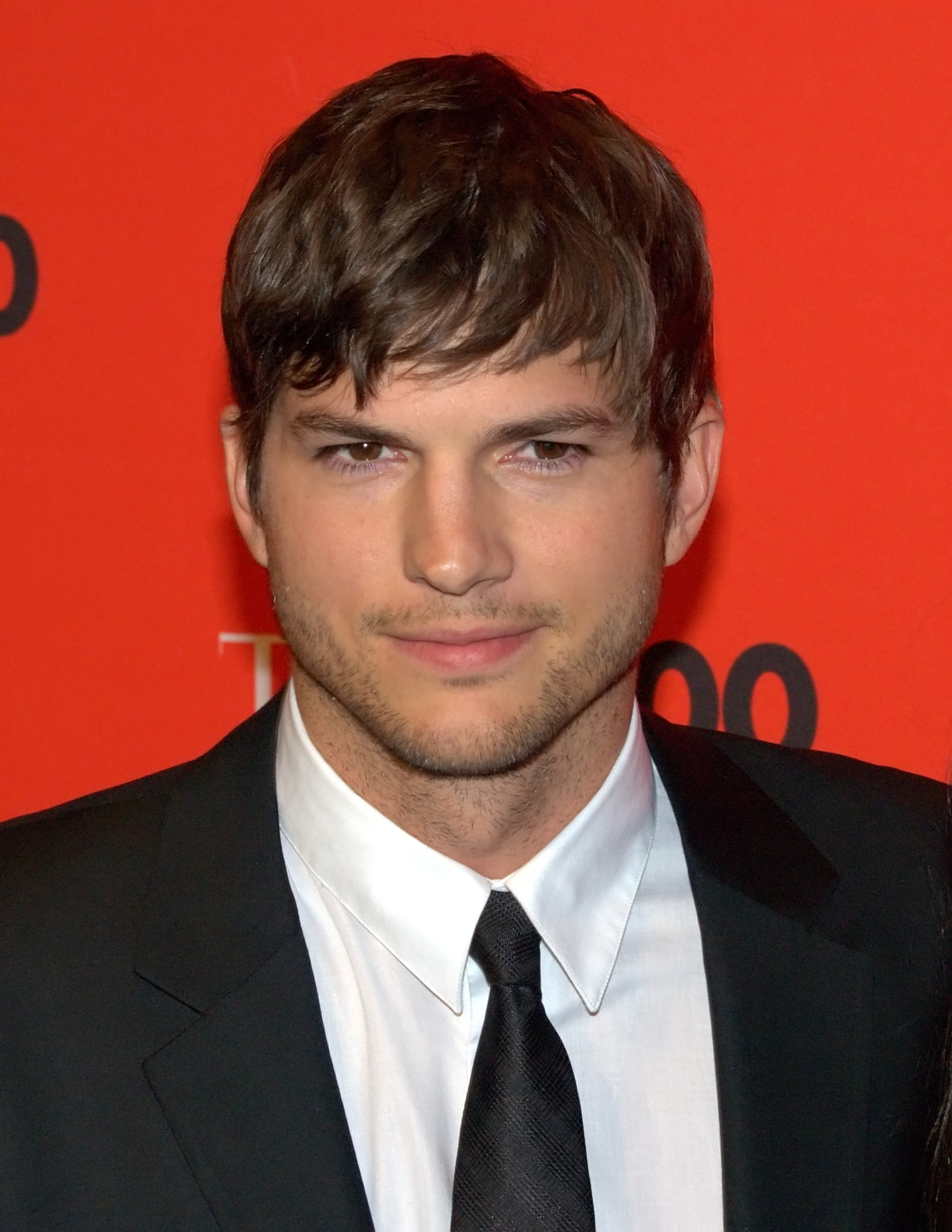
Ashton Kutcher

Michael Christopher Kelso est le grand séducteur de la bande. Il aura une relation assez longue mais assez décousue avec Jackie Burkhart. Mais ses infidélités à répétition auront raison de leur relation. Il sortira ensuite avec beaucoup de filles, dont Laurie Forman (la sœur d'Eric), Pam Macy ou encore Angie, la demi-sœur de Hyde. Il a ensuite une relation avec Brooke, qui tombe enceinte. D'abord opposée à la présence de Kelso, elle accepte sa présence dans la vie du bébé. Brooke donne alors naissance à Betsy, la fille de Kelso. Kelso a été mannequin, employé d'hôtel et tente même de devenir policier. Il quitte la série à la fin de la saison 7, puis revient pour le final de la saison 8.
Michael Kelso est le dur à cuire de la bande, à croire qu'il est le plus fort du groupe, bien que Hyde ne manque pas une occasion de lui faire amicalement mal au bras avec son poing. Il sera le petit ami de Jackie pendant les trois premières saisons, mais rompra avec elle, à la suite d'une demande en mariage de cette dernière qui lui fait peur et décide de prendre la fuite avec Donna qui elle avait été larguée et rejetée par le frère de Michael.
Dans That '90s Show, il a un fils avec Jackie Burkhart, Jay.

#### Jackie Burkhart
Interprétée par Mila Kunis
Son nom complet est Jacqueline Beulah Burkhart. Fille de Jack et Pamela Burkhart, elle est l'un des personnages principaux de la série. Elle entre dans la bande grâce à sa relation avec Kelso, mais Donna, Hyde, Eric et Fez auront d'abord du mal à l'accepter. Elle est follement amoureuse de Kelso jusqu'à ce que ses infidélités la pousse à rompre, plusieurs fois. Elle sortira un moment avec Hyde puis avec Fez, après être devenue sa colocataire.
Dans That '90s Show, elle a un fils avec Michael Kelso, Jay.

#### Fez
Interprété par Wilmer Valderrama
Il est né le 4 août 1959. D'origines inconnues, il est arrivé à Point Place grâce au programme d’échange d'étudiants (son nom signifie Foreign Exchange Student).
Son nom et son pays d'origine sont toujours cachés et il ne peut jamais les mentionner sans qu'un bruit extérieur ne couvre sa voix par contre dans la saison 6 épisode 5 (visite de l'agent de l'immigration), Red parle de le renvoyer en Argentine mais rien n'est confirmé. Il est le dernier de la bande à perdre sa virginité (durant la saison 5) et fait souvent des allusions liées au sexe. Selon ses dires, plein de choses "banales" l'excitent. Durant les premières saisons, il est fou amoureux de Jackie qui est pour lui l'un de ses plus gros fantasmes. Il travaillera un temps au service des préfectures et s'amourachera de sa patronne Nina. Ensuite, il deviendra employé dans un salon de coiffure. À cause d'une mauvaise blague qui lui coûte son permis de séjour, il épouse Laurie afin de devenir un citoyen américain. Ils divorcent ensuite et il se met finalement en couple avec Jackie dans le dernier épisode de la série. Il mentionne sa sœur dans un épisode où Kelso couche avec celle de Hyde. Il dit alors qu'il a bien fait de la laisser dans son pays d'origine. Il se lie d'ailleurs d'une grande amitié envers Kelso au fil de la série (on peut remarquer ce rapprochement vers la fin de la ). Il n'hésite pas à le citer comme modèle, notamment pour sa beauté.
Un flashback montre également Fez vêtu d'un réel fez.
Dans That '90s Show, il est désormais propriétaire du salon de coiffure Chez Fez.

#### Kitty Forman
Interprétée par Debra Jo Rupp
Katherine « Kitty » Forman est la femme de Red Forman et la mère de Laurie et Eric. Son nom de jeune fille est Sigurdson (elle a des origines suédoises). Kitty est infirmière mais également une excellente femme au foyer. Son seul péché est l'alcool. Elle aime aider tout le monde, notamment Steven Hyde qu'elle adoptera. Elle veut toujours protéger ses enfants, contrairement à Red. Cela peut être expliqué par la relation de Kitty avec ses propres parents : elle ne veut pas reproduire le même schéma.
Contrairement à son mari, Kitty rit souvent lorsqu'elle est mal à l'aise. Disposant d'une mauvaise hygiène de vie, il lui arrive fréquemment de s'enivrer et de fumer.
Dans That '90s Show, elle accueille sa petite-fille Leia pour les vacances d'été. Elle décide de reprendre le travail comme infirmière scolaire du lycée.

#### Red Forman
Interprété par Kurtwood Smith
Reginald Albert Forman, surnommé Red, est né le 7 décembre 1927). Il est l'un des rares adultes dont le personnage est important dans la série. Il est marié à Kitty et est le père de Laurie et Eric. Contrairement à sa femme, il est assez dur avec ses enfants, notamment avec Eric dont il ne comprend pas les passions, surtout celle pour Star Wars. Red ne supporte pas grand-chose, à part le football américain, et pas grand monde. C'est un vétéran de la guerre de Corée.
L'acteur Kurtwood Smith dit s'être inspiré de sa propre enfance et du caractère de son beau-père pour créer le rôle. Contrairement à son personnage dans la série, Kurtwood Smith est un homme plutôt affable 
Dans That '90s Show, il accueille sa petite-fille Leia pour les vacances d'été.
Caractère
Red est un homme plutôt casanier et solitaire qui n'apprécie pas vraiment la modernité et qui est plutôt dur avec les gens, particulièrement avec la plupart des jeunes et son voisin, Bob Pinciotti. Très strict et plutôt râleur, Red a des opinions très tranchées et conservatrices. Doux avec sa femme, il s'emporte par contre très facilement avec les autres personnages de l'émission, particulièrement Eric et ses amis, ceux-ci ayant même peur de lui. Très autoritaire, ferme et porté sur la discipline, il n'est pas très patient ni compatissant envers les gens en général, mais il lui arrive parfois de se montrer emphatique et sensible avec les autres. Il ne montre pas ses émotions (excepté de la colère) et manifeste très rarement son affection envers les siens, excepté sa femme Kitty. Bien qu'il semble mépriser son fils, il l'aime profondément, et saura lui dire qu'il l'aime avant que ce dernier ne parte pour l'Afrique à la fin de la saison 7. Un de ses traits de personnalité marquant est qu'il dit aux gens ce qu'il pense d'eux de manière très crue, et les traite alors souvent d'imbéciles. Toutefois au fond de Red se trouve un homme généreux qui ne veut pas laisser paraître ses traits de caractères plus doux. Au fil de la série il deviendra par contre plus ouvert aux autres et son caractère s’adoucira.
Red s'entend moyennement bien avec ses voisins, les Pinciotti. Il considère souvent Bob comme un crétin. En dehors de cela, il s'agit d'un personnage plutôt misanthrope et cassant, qui n'hésite jamais à dire aux autres ce qu'il pense d'eux. Il se montre cependant sensible en de rares occasions.
Une usine automobile l'emploie puis réduit ses horaires de travail à un temps partiel à la fin de la première saison. Son voisin Bob l'invite à rejoindre parallèlement une place de vendeur dans son magasin d'électroménager dont il démissionne à la fin de cette même saison. Par la suite, l'usine ferme durant la seconde saison et il devient chef de rayon et embauche son fils Eric pour le seconder jusqu'à ce qu'il le licencie durant la cinquième saison. Après des problèmes de santé plutôt importants, il reste au chômage pendant trois mois puis achète un magasin de pots d'échappement durant la septième saison. Il prend sa retraite dans la saison suivante.
Famille
Son père le traitait parfois comme un moins-que-rien et il en fait de même avec son fils Eric. Il s'entend parfaitement bien avec sa femme Kitty mais lui reproche parfois son comportement, notamment son penchant pour l'alcool. Il se fait manipuler par sa fille Laurie qui profite de sa haine envers Eric pour systématiquement l'accuser. Il voit parfois en Steven Hyde le fils qu'il aurait aimé avoir. Les Forman adopteront plus ou moins Hyde, abandonné par ses vrais parents. Sa mère apparaît dans quelques épisodes mais meurt à la fin de la première saison. Il a deux frères, Marty (vu dans ce même épisode) un hippie qui pleure sans arrêt et Jerry (seulement mentionné) un milliardaire.
Insultes
Red traite souvent n'importe qui de débile, d'abruti, de crétin, d'idiot ou d'imbécile. Il utilise souvent ses injures envers son fils. Vétéran de la deuxième guerre mondiale et de la Guerre de Corée, son comportement belliqueux s'explique parfois par le fait qu'il n'a jamais vraiment bénéficié d'une enfance heureuse. Il menace également à de nombreuses reprises et à n'importe qui de lui « botter les fesses ». Il déteste par-dessus tout les communistes (bien qu'il ait une certaine admiration pour leur système carcéral), les hippies, ou tout autre mouvement contestataire.

#### Bob Pinciotti
Interprété par Don Stark
Voisin des Forman, il est le mari de Midge Pinciotti et le père de Valerie, Donna et Tina. Il aime s'incruster chez les Forman, au plus grand désespoir de Red. Il est fou amoureux de sa femme mais elle est finira par le quitter. Longtemps désespéré, Bob sortira notamment avec Joanne Stupac puis avec la mère de Jackie, Pamela. Il a servi dans la Garde nationale des États-Unis. Bien que Bob en soit fier, Red se moque en permanence de lui en disant que les gardes nationaux étaient des lâches, contrairement aux vrais militaires dont lui a fait partie.
Bob est un papa poule avec Donna et ne semble guère capable de la punir lorsqu'elle commet une bêtise. Lors de la saison 4, il se montre inconsolable à la suite du récent départ de Midge et entame une liaison avec une certaine Joanne Stupac qui le quittera peu après. Il connaît aussi une aventure sentimentale avec la mère de Jackie Burkhart. Lorsque Midge revient, il pense se remettre en couple avec elle, mais finit par la quitter.
Il s'occupe dans un premier temps d'un magasin d'électroménager qui fait faillite. Il achète ensuite un autre magasin en Floride.
Dans That '90s Show, il revient pour l'anniversaire de sa petite-fille Leia Forman.

#### Midge Pinciotti
Interprétée par Tanya Roberts
Épouse de Bob Pinciotti et mère de Valerie, Donna et Tina. Elle s'entend assez bien avec sa voisine Kitty Forman. Après une dispute avec son mari, elle décide de tout quitter pour aller vivre en Californie. Elle revient en coup de vent pour le mariage de sa fille avec Eric, mais repart tout de suite après. Elle a organisé de nombreux mouvements féministes, mais son mari n'a jamais voulu qu'elle travaille, ce qui explique peut-être la raison de leur divorce.
Le personnage apparaît dans presque tous les épisodes des saisons 1 à 3. L'actrice Tanya Roberts quittera ensuite la série pour s'occuper de son mari malade. Elle reviendra pour le dernier épisode de la saison 6, puis pour les épisodes 1, 4, 5, 6 de la saison 7. Enfin, elle reviendra pour l'épisode ultime de la série, dans la saison 8.
Elle n'apparaît pas dans That '90s Show. Tanya Roberts étant morte en 2021.

#### Laurie Forman
Interprétée par Lisa Robin Kelly puis par Christina Moore
Elle est la fille de Red et Kitty Forman et la grande sœur d'Eric. Elle apparaît à plusieurs reprises durant les saisons 1, 3, 5 et 6. Elle épousera Fez pour qu'il ne soit pas expulsé des États-Unis mais ils divorceront rapidement. Laurie aime séduire et faire tourner la tête des hommes, notamment Kelso.
Elle n'apparaît pas dans That '90s Show.

#### Leonard Mickey «Leo» Chingkwake
Interprété par Tommy Chong
Leo est un hippie déconnecté de la réalité, il apparaît pour la première fois dans le 8e épisode de la saison 2. Il est d'abord le patron de Steven Hyde au magasin de photo Foto Hut. Mais Hyde dirige en réalité la boutique car Leo oublie de faire toutes les tâches importantes. C'est un fumeur invétéré de marijuana. Le personnage disparaît durant les saisons 5 et 6 en raison de l'incarcération de l'acteur Tommy Chong. Sa disparition n'est que très peu expliquée dans l'histoire. Eli, un cousin de Leo, donnera simplement une lettre à Hyde disant qu'il est parti s'éloigner un peu de Point Place. Leo réapparaît dans l'épisode 17 de la saison 7, lorsqu'il croise Eric qui voyage. Il continue à apparaître régulièrement dans la 8e et dernière saison.
Dans That '90s Show, il apparaît brièvement dans le premier et le neuvième épisode.

#### Randy Quinn Pearson
Interprété par Josh Meyers
Randy remplace le personnage d'Eric Forman après son départ pour l'Afrique. Dès le  second épisode de la saison 8, Hyde l'embauche au magasin de disques. Il apprécie tous les membres du groupe et ceux-ci le lui rendent bien, à part Fez qui le hait. Il sort avec Donna durant cette saison mais ils finissent par se séparer.

### That '90s Show

#### Leia Forman
Interprété par Callie Haverda
Elle est la fille adolescente d'Eric et Donna. Elle s'installent chez Red et Kitty Forman pour l'été. Son deuxième prénom est Anne tandis qu'Eric souhaite que ce soit Tatooine en raison de son amour pour Star Wars.

#### Gwen Runck
Interprétée par Ashley Aufderheide
Gwen est une fan de Riot grrrl. Elle habite dans l’ancienne maison des Pinciotti.

#### Nate Runck
Interprété par Maxwell Acee Donovan
Nate est le demi-frère de Gwen.

#### Jay Kelso
interprété par Mace Coronel
Jay est le fils de Michael Kelso et Jackie Burkhart.

#### Ozzie
Interprété par Reyn Doi
Ozzie est un adolescent qui est ouvertement gay. Cependant, ses parents ne sont pas conscients de son orientation sexuelle.

#### Nikki
Interprétée par Sam Morelos
Nikki est la petite amie ambitieuse et intelligente de Nate.

## Autres personnages

### A

#### Earl Shamus Arthur
Interprété par Robert Clendenin
C'est un ami et employé de Red Forman au Price Mart. Earl arrive toujours en retard, Red le renvoie. Earl poursuit Red en justice pour licenciement abusif mais arrive en retard au procès… Le juge tranche donc en faveur de Red. Plus tard, Earl obtient un job dans un fast-food. Earl apparaît dans le 24e épisode de la saison 2 et dans les 5e et 14e épisodes de la saison 3.
L'acteur incarne un autre personnage, Gelato Glenn, dans le spin-off de la série, That '80s Show, le temps d'un épisode.

### B

#### Angela «Angie» Barnett
Interprétée par Megalyn Echikunwoke
Née le 1er octobre 1957, elle est la demi-sœur de Steven Hyde et fille de William Barnett. Hyde découvrira son existence dans la saison 7. Elle est diplômée en mathématiques. Angie et Hyde travailleront ensemble dans le magasin de disques de leur père, mais Angie n'aime pas trop ce travail. Elle flirte brièvement avec Michael Kelso. Angie tient son nom de la chanson des Rolling Stones. De plus, les titres originaux des épisodes de la saison 7 sont tous des titres des Stones.

#### Annette Louise Berkardt
Interprétée par Jessica Simpson
Née le 18 août 1958. Dans la saison 5, elle est brièvement la petite amie de Michael Kelso. Elle ressemble par son attitude à Jackie Burkhart, l'ex de Kelso. Eric et Donna la décrivent d'ailleurs comme une « version blonde » de Jackie. À cause de cela, Jackie et Annette se détestent.

#### William James «WB» Barnett
Interprété par Tim Reid
Né le 16 avril 1932. Il est le père biologique de Steven Hyde. Hyde apprend dans la 6 que Bud Hyde n'est pas son père, lorsque Kitty Forman découvre que le père de Hyde est un homme vivant dans le Milwaukee. William Barnett, parfois surnommée "WB" est le propriétaire de Grooves, une chaine de magasins de disques. William Barnett nomme Steven à la tête du magasin de Point Place mais y installe également sa propre fille, Angie. William est Afro-Américain, ce qui explique, selon Hyde, son côté cool et afro.

#### Jack Charles Burkhart
Interprété par Paul Kreppel
Il est le père de Jackie Burkhart. Il a été arrêté pour corruption et détournement de 60 000 dollars. Il apparaît dans les épisodes 1, 3 et 6 de la saison 1.

#### Pamela Burkhart
Interprétée par Eve Plumb dans la saison 1 et par Brooke Shields dans la 6
Elle est la mère de Jackie Burkhart. Dans la 6, elle sort avec Bob Pinciotti. Sérieuse femme d'affaires, elle s'exile à Mexico sous les conseils de l'avocat de son mari, Jack, arrêté pour corruption et détournement. Elle reviendra plus tard pour tenter d'avoir une vraie relation avec Jackie.

### D

#### Caroline Dupree
Interprétée par Allison Munn
Née le 16 septembre 1959. Elle est la petite amie de Fez dans la saison 3. Elle est très jalouse, possessive et paranoïaque. Elle pense que Donna et Jackie vont lui « voler » Fez. Elle ira même jusqu'à espionner Fez. Ce dernier décide alors de rompre, agacé par ses agissements. Ils se remettront ensemble durant la 8e et dernière saison. Elle devient extrêmement énervée lorsqu'elle apprend que Jackie est la colocataire de Fez et surtout lorsqu'elle trouve des photos de Donna nue dans un album de Barry White appartenant à Fez. Elle ignore cependant que c'est Leo qui les avait caché ici et ne veut pas croire Fez. Caroline apparaît à nouveau dans l'épisode 19 de la saison 8. Fez décide de se remettre avec elle. Jackie dit alors à Fez qu'elle l'aime et l'embrasse... Caroline est bien sûr folle de rage.

### E

#### Eli
Interprété par Bob Goldthwait
C'est un cousin de Leo. Il n'apparaît que dans l'épisode 17 durant la saison 5.

### F

#### Fenton
Interprété par Jim Rash
C'est un employé avec qui Fez a une querelle. Dans la cinquième saison, il travaille à la bijouterie où Eric achète la bague de fiançailles de Donna. Il est aussi le propriétaire de l'appartement où Fez et Kelso emménagent dans la septième saison. Cet appartement deviendra plus tard celui de Fez et Jackie lorsque Kelso va à Chicago. En raison de sa querelle avec Fez, il ne voulait pas leur louer l'appartement avant de voir Kelso et Fez ensemble, pensant qu'ils ont une liaison... Bien que Fenton ne déclare pas cela explicitement, ses insinuations fréquentes sur les hommes et son manque d'expérience avec les femmes implique qu'il est homosexuel.
Il réapparaît dans That '90s Show. Il est le propriétaire de l'ancienne maison des Pinciotti, aujourd'hui habitée par Sherri et ses deux enfants.

#### Bernice Forman
Interprétée par Marion Ross)
Bernice Rose Forman (née Larson, le 3 mars 1898 - décédée le 20 octobre 1976) est la mère de Red Forman. Elle apparaît dans 3 épisodes de la saison 1 et en flashback dans l'épisode Halloween de la saison 2. Dans l'épisode Grand-mère est morte de la saison 1, elle meurt en voiture alors qu'Eric la ramène chez elle.

#### Marty Forman
Interprété par Pat Skipper
Il est l'un des frères de Red Forman. Contrairement à Red, il est faible, émotif et pleurnichard. Il apparaît dans le 23e épisode de la saison 1, lorsque leur mère meurt.

#### Frank
Interprété par Mitch Hedberg)
Il est le patron du Hub, le snack où la bande se retrouve. Il apparaît dans le 11e épisode de la saison 1.

### H

#### Edna Hyde
Interprétée par Katey Sagal
Elle est la mère de Steven Hyde. Elle apparaît uniquement dans 3 épisodes de la saison 1 : La journée des parents, Le Bal de fin d'année et La Punkette. Durant la journée des parents, où les enfants vont travailler avec leurs parents, Steven va travailler à la cantine du lycée, où sa mère est chef. Dans le reste de la série, on entend seulement la voix d'Edna, hurlant sur son fils à travers les portes. Elle part très tot de la série, laissant Hyde tout seul le temps d'un épisode avant qu'il ne soit adopté par les Forman.

#### Samantha Hyde
Interprétée par Jud Tylor
C'est une stripteaseuse. Elle est la femme de Steven Hyde dans la saison 8. Ils se sont mariés pendant une cuite de Hyde à Las Vegas. Steven ne se souvient de rien jusqu'à ce que Samantha débarque à Point Place. Dans l'épisode Mon prince charmant, Hyde apprend que Samantha est déjà mariée. Après cela, leur relation prend fin.

#### Bud Hyde
Interprété par Robert Hays
Steven Jay "Bud" Hyde II (né le 3 août 1942) est en réalité le beau-père de Steven Hyde, bien que ce dernier croyait qu'il était son père biologique. Bud Hyde est employé de bar et alcoolique. À la fin de la saison 6, Steven Hyde découvre que William Barnett est son vrai père biologique. Bud Hyde a abandonné Steven lorsqu'il était enfant. Steven a gardé depuis une haine farouche à son égard. Ils se réconcilieront temporairement dans la saison 3 lorsque Steven ira vivre un petit moment chez Bud. Cependant, Bud le met rapidement à la porte et Steven s'installe chez les Forman.

### K

#### Roy Keen
Interprété par Jim Gaffigan
Il est le chef des cuisines de l'Hôtel Holliday où Eric, Hyde et Kelso travaillent dans les saisons 5 et 6. Le personnage de Roy remplace celui de Leo qui n'apparaît pas durant la saison 5. Hyde parle cependant à Roy de Leo comme d'un père de substitution quand son vrai père l'a abandonné. Roy a servi durant la Guerre du Viêt Nam. Il souffre de sérieux troubles qui perturbent ses relations sociales.

#### Betsy Kelso
Interprétée par Kira Kosarin dans That '90s Show
Née en 1979, elle est la fille de Brooke Rockwell et Michael Kelso.
Des années plus tard, dans That '90s Show, elle réapparaît et couche avec Nate, le meilleur ami de son demi-frère Jay.

#### Casey George Kelso
Interprété par Luke Wilson
Il est l'un des grands frères de Michael Kelso. C'est un ancien militaire. Durant la 4, il entretient une relation avec Donna Pinciotti. Alors que Donna souhaite continuer cette relation, Bob Pinciotti, le père de Donna, ne veut plus qu'elle le revoit. De son côté, Eric aime toujours Donna et est très jaloux de sa relation avec Casey. Casey en a marre des critiques de Bob et Red Forman et décide de quitter Donna. En 1979, Casey est temporairement professeur d'EPS dans le lycée d'Eric et lui fait repasser son examen de sport. Il aime écorcher son nom de famille.

#### Phillip Kennedy
Interprété par James Avery Sr.
C'est l'officier de police instructeur de Michael Kelso lorsqu'il souhaite rejoindre les forces de police. Il apparaît dans trois épisodes de la 6e saison.

### M

#### Pamela Macy
Interprétée par Jennifer Lyons
Pam est une camarade de classe d'Eric Forman et ses amis. Elle est mentionnée dans beaucoup d'épisodes mais n'apparaît physiquement que dans l'épisode 19 de la saison 1, l'épisode 16 de la saison 3 et dans le 1er épisode de la saison 4. Dans l'épisode de la saison 1, Michael Kelso la choisit pour aller au bal de fin d'année, car il a rompu temporairement avec Jackie. Plus tard, elle est sur le point de coucher avec Kelso mais ce dernier n'est pas très en forme. Pam raconte ensuite cela au lycée et tout le monde se moque de Kelso.

#### Mitch Miller
Interprété par Seth Green
Il est étudiant dans la même classe qu'Eric Forman. Mitch a un différend avec Fez et décide de publier dans le journal de l'école une photo de Fez et Kelso qui s'embrassent. Mitch a un faible pour Donna Pinciotti, et ira même à un mariage avec elle. Cela n'est pas du tout du goût d'Eric. Eric et Mitch décident alors de fixer un rendez-vous pour se battre. Mais le lendemain, Mitch se dégonfle et persuade Eric de ne pas se battre en lui proposant en échange une figurine G.I. Joe française : "GI Jacques".
Il apparaît dans 2 épisodes de la saison 5 et dans 3 épisodes de la saison 6.
Mitch a un père, Charlie Miller, joué par Fred Willard, qui apparaît dans l'épisode 17 de la saison 5.

#### Buddy Morgan
Interprété par Joseph Gordon-Levitt
Il devient un ami d'Eric le temps d'un épisode de la saison 1. Il a une Pontiac Firebird rouge qui plaît beaucoup à Eric. Ce dernier délaisse un moment sa bande pour Buddy, avant de s'apercevoir qu'il est homosexuel.

### N

#### Nina
Interprétée par Joanna Canton
C'est la petite amie de Fez dans la saison 5. Elle travaille avec lui au Department of Motor Vehicles. Fez perd sa virginité avec elle, mais cela ne se passe pas très bien, elle suggère alors de recommencer pour qu'il s'améliore. Nina largue ensuite Fez car il réclame trop d'attention.

### P

#### Tina Pinciotti
Interprétée par Amanda Fuller)
Elle est la plus jeune fille de Bob et Midge Pinciotti et la sœur de Donna. Elle apparaît seulement dans l'épisode Eric, le roi du hamburger de la saison 1.

#### Valerie Pinciotti
Elle est la sœur la plus âgée de Donna et Tina Pinciotti. Elle n'est que mentionnée dans l'épisode L'anniversaire d'Éric dans la saison 1.

### R

#### Rhonda
Interprétée par Cynthia Lamontagne
Souvent surnommée la « Grosse Rhonda », elle est une camarade de classe d'Eric et ses amis. Elle apparaît plusieurs fois dans la saison 4. Elle sort avec Fez durant cette saison. Ils sont sur le point de coucher ensemble lorsqu'ils sont coincés au lycée durant une tornade. Mais une fois la tornade passée, elle change d'avis. Elle rompt avec Fez assez rapidement. Dans l'épisode L'Ange d'Eric, 1er épisode de la saison 4, qui montre l'avenir alternatif de toute la bande, c'est Eric qui est allé au bal de fin d'année avec Rhonda. Dans le même épisode, tout le monde se revoit 10 ans après, à une réunion d'anciens élèves. Rhonda est devenue une femme magnifique. Il est mentionné dans l'épisode L'anniversaire de Kitty de la saison 3 que Rhonda a été frappée par une voiture, mais qu'elle est en apparemment ressortie indemne.

#### Charlie Richardson
Interprété par Bret Harrison
Il est le fils d'un copain de guerre de Red Forman. Charlie n'apparaît que dans 3 épisodes de la saison 7. Il tombe accidentellement du Château d'eau de Point Place et meurt. Le château d'eau est ensuite rebaptisé Charlie Richardson Memorial pour lui rendre hommage.
Il était question à l'origine que ce personnage remplace le personnage d'Eric Forman dans la saison 8 car l'acteur Topher Grace voulait quitter la série. Mais l'interprète de Charlie, Bret Harrison, a eu sa propre série. Le personnage a donc été « tué ». C'est finalement le personnage de Randy Pearson qui remplacera Eric.

#### Hilary Robinson
Interprétée par Lara Everly
C'est une collègue de Fez au salon de coiffure. Elle apparaît dans les épisodes 13, 16 et 17 de la saison 8. Fez essaie de l'impressionner par son attitude cool mais, lorsque Jackie lui explique qui est vraiment Fez, Hilary tombe amoureuse de lui. Ils sortent ensemble durant quelques semaines, avant qu'elle décide soudainement de devenir nonne et de le quitter.

#### Brooke Rockwell
Interprétée par Shannon Elizabeth
Ancienne diplômée de l'université de Point Place, elle a une relation sexuelle avec Michael Kelso et tombe enceinte. Bien décidée à garder le bébé, elle ne veut pas de Kelso dans la vie de l'enfant. Mais Kelso parvient à redonner confiance à Brooke et elle lui donne une seconde chance. Elle donne naissance à Betsy Kelso en 1979.

#### David Rogers
Interprété par Kevin McDonald)
Dave est le Pasteur de l'église de Point Place. C'est un ami de Kitty Forman mais n'est pas très apprécié par Red Forman. Grand fan de Football américain, il est même prêt à quitter l'église pour pouvoir regarder plus de matchs le dimanche. Il apparaît brièvement dans la saison 2, puis davantage dans les saisons 3 et 4.

### S

#### Christine St. George
Interprétée par Mary Tyler Moore
Elle est l'animatrice vedette du show télévisée What's Up Wisconsin. Dans l'épisode Tous les moyens sont bons de la saison 8, Jackie pense qu'elle est destinée à animer l'émission avec Christine Saint George. Elle persiste pour avoir le job mais Christine l'embauche seulement en tant qu'assistante… Agacée par le comportement de Jackie, Christine la renvoie peu après. Christine Saint George apparaît également dans les épisodes 11 et 12 de cette saison 8.

#### Schatzie
C'est un Teckel que Red Forman offre à Kitty. Il apparaît dans plusieurs épisodes de la 5e saison. Absent dans la 6e, il reviendra pour un épisode de la saison 7. Red expliquera cette absence par le fait que le chien avait peur et qu'il s'était caché quelque part.
"Schatzie" est le diminutif du mot allemand « schatz », signifiant « trésor ».

#### Beatrice Sigurdson
Interprétée par Betty White
"Beatrice Dorothy "Bea" Sigurdson" (née Heprage, le 18 juillet 1896 - décédée le 9 novembre 1989) est la mère de Kitty Forman. Sous ses airs de gentille lady, Bea est très dure avec sa famille. Elle apparaît dans quelques épisodes de la saison 5. Elle se chamaille souvent avec son mari Burt et aime dire des choses méchantes à Kitty, mais toujours de manière calme et gentille. Elle restera un moment chez les Forman à la mort de son mari.

#### Burt Wayne Sigurdson
Interprété par Tom Poston)
"Burt Sigurdson" (né le 17 juin 1895 - décédé le 11 février 1978) est le père de Kitty Forman et le mari de Beatrice Sigurdson, avec qui il se dispute sans arrêt. Dans un épisode, il achète une ferme d'autruches située juste à côté d'une ferme de... coyotes ! Les coyotes mangent toutes les bêtes et les Sigurdson doivent vendre la ferme. Il meurt d'une cirrhose dans l'épisode 13 de la saison 5.

#### Joanne Stupac
Interprétée par Mo Gaffney
Elle est la petite amie de Bob Pinciotti durant les saisons saison 4 et saison 5. Elle rencontre Bob au supermarché lorsque ce dernier, incapable de cuisine, s'apprête à acheter des plats tous prêts. Joanne décide de lui apprendre à faire un rôti. Joanne n'apprécie pas trop Red Forman : ils ne sont pas d'accord sur la façon de faire cuire un rôti ou de préparer une salade. Joanne travaille dans une usine de nourriture pour chiens et proposera un job à Eric Forman. Eric accepte avant de regretter lorsque Joanne rompt avec Bob.

### T

#### Theo
Interprété par Richard Karn
C'est un maître d'ouvrage et un cousin de Leo. Il n'apparaît que dans l'épisode 5 de la saison 4.

#### Timmy
Interprété par Paul Connor
Il est étudiant dans le même lycée qu'Eric, Donna, Hyde, Fez, Kelso et Jackie. Il apparaît dans 1 épisode de la saison 1 puis dans 3 épisodes de la saison 2. Pour énerver la bande, il aime commenter à haute voix leurs faits et gestes.

### V

#### Vic
Interprété par Bruce Willis
Il apparaît dans l'épisode 4 de la saison 8. Il est vigile et propose à Kelso de le rejoindre dans son casino à Chicago.